# Anisostena californica
Anisostena californica es una especie de insecto coleóptero de la familia Chrysomelidae. Fue descrita científicamente por primera vez en 1925 por Van Dyke.